# Richard de Bas
Richard de Bas is een watermolen die functioneert als papiermolen annex museum over de geschiedenis van het papier te Ambert (Puy-de-Dôme).
De molen en het museum zijn vernoemd naar Thomas Richard, de rijke papierfabrikant die onder andere eigenaar van deze papiermolen was. Hij werd vermoord op de Col de la Croix de l'Homme mort, op de grens van de departementen Loire en Puy-de-Dôme.
Het museum kent drie delen:
- Het woongedeelte laat zien hoe de eigenaars vroeger leefden,
- Zalen over de geschiedenis van papierfabricage,
- De eigenlijke molen, die nog functioneert.

Vanaf 1328 werd er in de omgeving van Ambert papier gemaakt met papiermolens. De locatie was gunstig doordat er in het water geen kalk zit.